# Corymbia kombolgiensis
Corymbia kombolgiensis är en myrtenväxtart som först beskrevs av Murray Ian Hill Brooker och Clyde Robert Dunlop, och fick sitt nu gällande namn av Kenneth D. Hill och Lawrence Alexander Sidney Johnson. Corymbia kombolgiensis ingår i släktet Corymbia och familjen myrtenväxter. Inga underarter finns listade i Catalogue of Life.